# Odescalchi

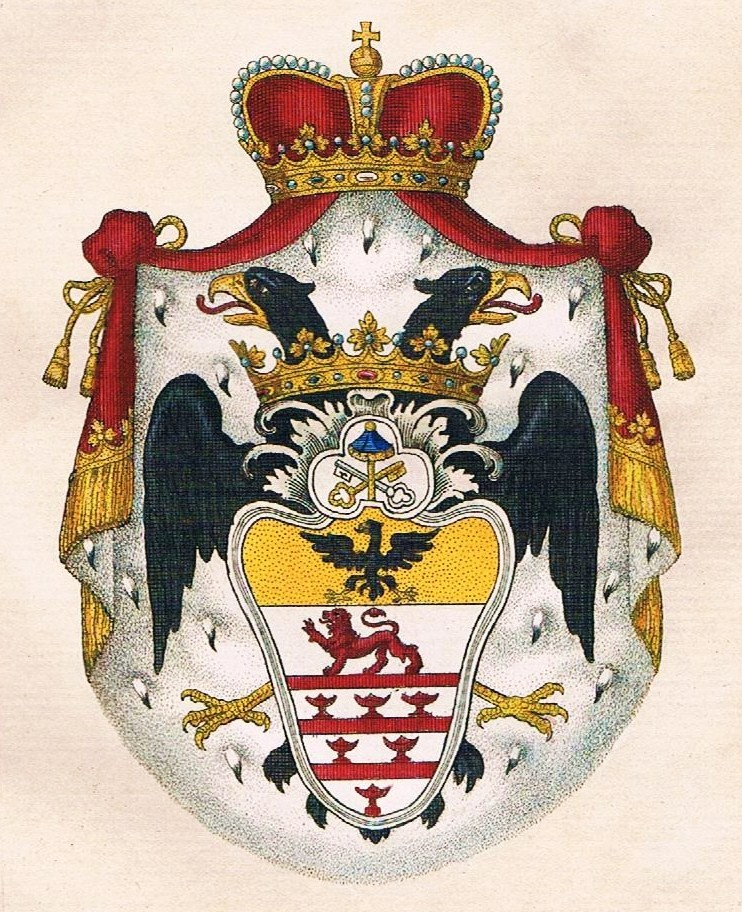
Stemma degli Odescalchi

Gli Odescalchi, originari di Como, sono una celebre famiglia della nobiltà italiana che ebbe il suo successo con l'elezione al soglio pontificio di Benedetto Odescalchi, con il nome di Innocenzo XI, nel 1676. Innocenzo XI, essendo l'unico e ultimo erede maschio della famiglia, perpetuò la casata attraverso l'adozione dei discendenti di sua sorella Lucrezia Odescalchi, la quale il 4 febbraio 1621 aveva sposato Alessandro Erba, nobile milanese; per questa ragione la famiglia è anche nota come Erba-Odescalchi.

## Storia

### Linea primogenita (Erba-Odescalchi)

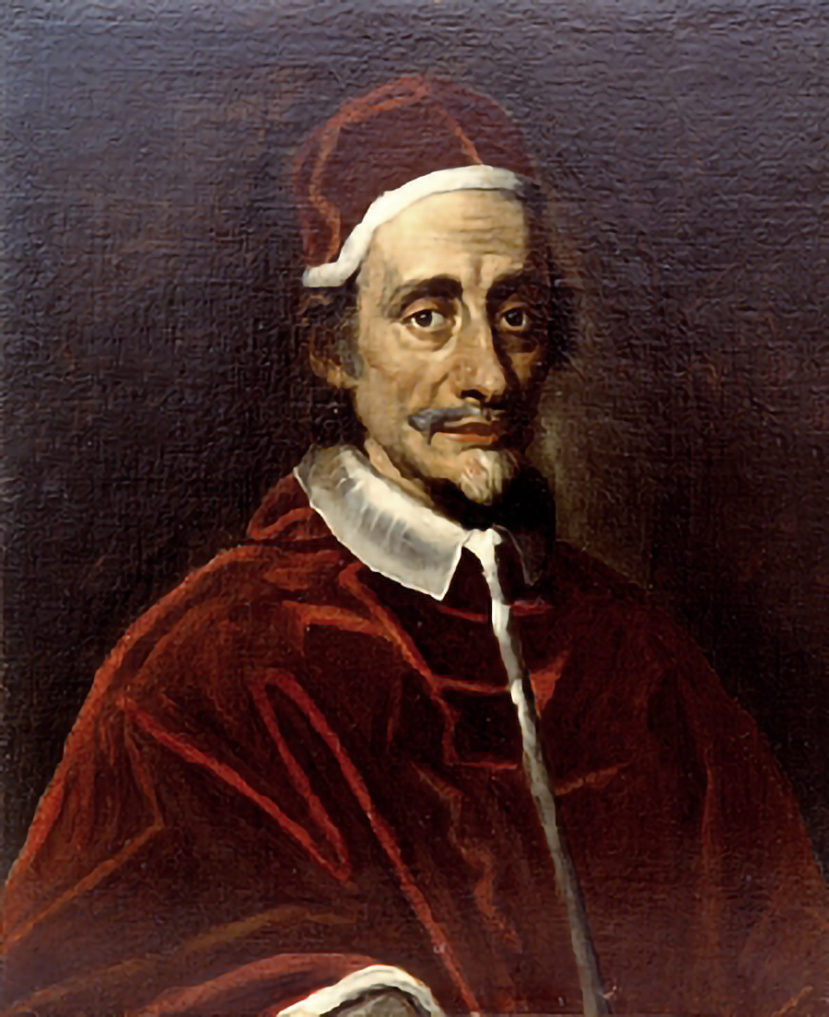
Papa Innocenzo XI (1611–1689)

La linea primogenita della famiglia Odescalchi ottenne i seguenti titoli nobiliari: nobili romani, coscritti della nobiltà romana, patrizi milanesi, patrizi genovesi, patrizi onorari di Ferrara, nobili di Mandonico, nobili di Ascoli e di Tarquinia, principi, principi del S.R.I., principi di Bassano, duchi di Sirmio col trattamento di Altezza Serenissima, duchi di Bracciano, conti palatini, conti di Pisciarelli e signori di Palo Laziale (fraz. di Ladispoli)
Tale linea si originò appunto dall'unione tra Lucrezia Odescalchi, nipote di papa Innocenzo XI, ed il nobile Alessandro Erba.

#### Marchesi di Mondonico (1684) e principi di Monteleone (1749)
- Antonio Maria (1624-1694), I marchese di Mondonico, figlio di Alessandro Erba e Lucrezia Odescalchi
- Alessandro (1677-1757), II marchese di Mondonico
- Luigi (1716-1788), III marchese di Mondonico, ex uxore I principe di Monteleone dal 1749
- Antonio Maria (1750-1832), IV marchese di Mondonico, II principe di Monteleone
- Luigi (1790-1871), V marchese di Mondonico, III principe di Monteleone
- Alessandro (1791-1872), VI marchese di Mondonico, IV principe di Monteleone
- Innocenzo (1821-1903), VII marchese di Mondonico, V principe di Monteleone
- Hugo Janos (1842-1919), VIII marchese di Mondonico, VI principe di Monteleone

Linea estinta

#### Principi Odescalchi, duchi di Bracciano, Sirmio e Ceri (1714)
- Baldassarre (1683-1746), I principe Odescalchi, figlio di Antonio Maria, I marchese di Mondonico
- Livio (1725-1804), II principe Odescalchi
- Baldassarre (1748-1810), III principe Odescalchi
- Innocenzo (1778-1833), IV principe Odescalchi
- Livio (1805-1885), V principe Odescalchi
- Baldassarre (1844-1909), VI principe Odescalchi
- Innocenzo (1883-1953), VII principe Odescalchi
- Livio (1913-1981), VIII principe Odescalchi
- Ladislao (1920-2000), IX principe Odescalchi
- Carlo (n. 1954), X principe Odescalchi

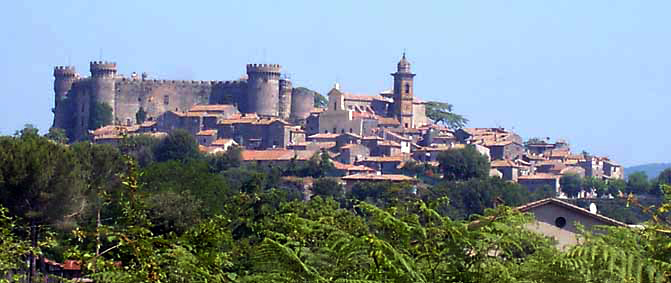
Castello Orsini-Odescalchi, Bracciano
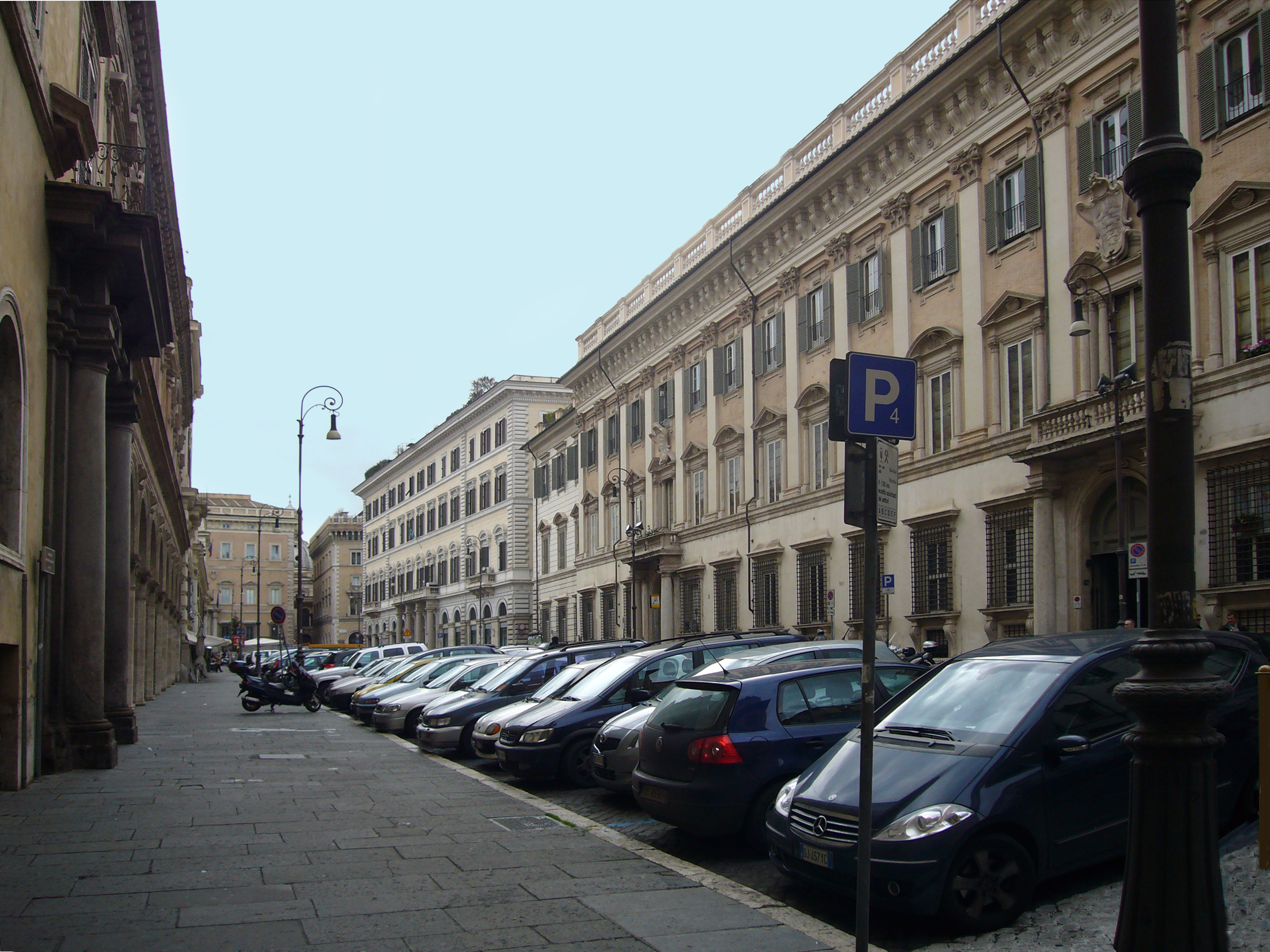
Palazzo Chigi-Odescalchi, Roma
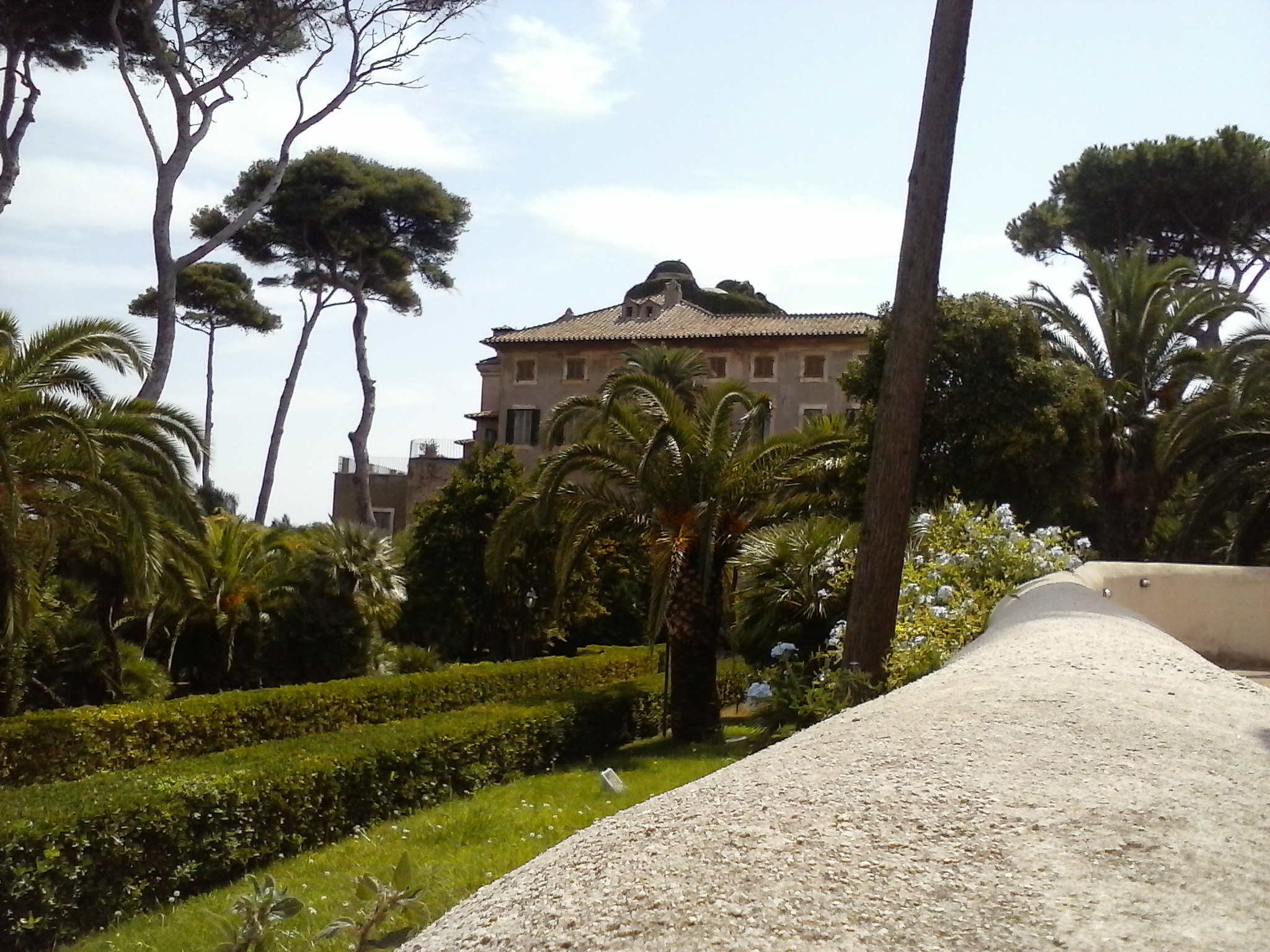
Castello Odescalchi, Santa Marinella

### Linea secondogenita (Odescalchi)
La linea secondogenita della famiglia Odescalchi ottenne nel tempo, con diploma dell'imperatore Carlo VI, i titoli nobiliari di marchesi e nobili col trattamento di don e donna.
Attualmente la linea secondogenita coincide con il ramo di don Cajo Plinio Odescalchi (nobile dei marchesi di Fino), padre dell'ergonomia italiana.

#### Marchesi di Fino Mornasco (1729)
- Francesco Galeazzo († 1766), I marchese di Fino Mornasco
- Innocenzo (1754 - 1824), II marchese di Fino Mornasco

## Papi, cardinali, vescovi ed altri personaggi illustri della famiglia Odescalchi

### Papi appartenenti alla famiglia Odescalchi
| Ritratto | Nome                              | Nascita        | Elezione          | Incoronazione  | Fine pontificato       | Note                                             |
|          | Benedetto Innocenzo XI Odescalchi | 19 maggio 1611 | 21 settembre 1676 | 4 ottobre 1676 | 12 agosto 1689 (morte) | Fu beatificato il 7 ottobre 1956 da papa Pio XII |

### Cardinali appartenenti alla famiglia Odescalchi
| Ritratto | Nome                          | Nascita         | Creato cardinale                        | Morte            | Note |
|          | Benedetto Erba Odescalchi     | 7 agosto 1679   | 30 gennaio 1713 da papa Clemente XI     | 13 dicembre 1740 | Cardinale presbitero dei Santi XII Apostoli, e arcivescovo di Milano dal 5 ottobre 1712 al 6 dicembre 1736 |
|          | Antonio Maria Erba Odescalchi | 21 gennaio 1712 | 24 settembre 1759 da papa Clemente XIII | 28 marzo 1762    | [ 2 ] |
|          | Carlo Odescalchi              | 5 marzo 1785    | 10 marzo 1823 da papa Pio VII           | 17 agosto 1841   | [ 3 ] |

### Vescovi appartenenti alla famiglia Odescalchi
| Ritratto | Nome                    | Nascita | Consacrato vescovo                | Morte          | Note |
|          | Giorgio Odescalchi      | 1564    | 1596                              | 7 maggio 1620  | Prima vescovo di Alessandria, dal 10 maggio 1596 al 26 maggio 1610, e poi vescovo di Vigevano, dal 26 maggio 1610 alla morte |
|          | Giulio Maria Odescalchi | ?       | 2 marzo 1656 da papa Innocenzo XI | 28 agosto 1666 | Vescovo di Novara dal 6 marzo 1656 alla morte                                                                                |

### Altri personaggi illustri della famiglia Odescalchi
- Livio Odescalchi (1652 – 1713), duca di Ceri e di Bracciano, ottenne il titolo di Principe Imperiale e i Ducati di Srem e Sava, fu inoltre Grande di Spagna e pretendente al trono di Polonia;
- Pietro Odescalchi (1º febbraio 1789 – 15 aprile 1856), è stato un letterato ed erudito italiano, direttore del Giornale arcadico di scienze, lettere ed arti, presidente della Pontificia accademia romana di archeologia e dell'Accademia dei Lincei;
- Baldassarre Odescalchi (24 giugno 1844 – 5 settembre 1909), è stato un politico italiano.